# Paseo Viña Centro
Paseo Viña Centro (anteriormente Espacio Urbano Viña Centro) es un centro comercial ubicado en Avenida Valparaíso, en la ciudad de Viña del Mar, en el Gran Valparaíso, Chile. Fue inaugurado en 2011 y está emplazado en un sector de alta actividad y de flujo de personas de la ciudad, ya que está al frente de la principal puerta de gente a la ciudad: el Terminal de Buses de Viña del Mar.
Para la creación de este centro comercial, Walmart Chile, en ese entonces, en conjunto a la municipalidad de Viña del Mar, tuvieron que hacer varias obras de mitigación, como instalar más semáforos en Av. Valparaíso, la creación de un nuevo tramo de Calle Quilpué entre Av. Valparaíso y Calle Álvares / Álvarez (incluyendo también la pavimentación de dicha calle), habilitación de retornos hacia Calle Viana y creación de bahías de buses para paradas más seguras.